# Lamix
Lamin Mbergan, mer känd under sitt artistnamn Lamix (stiliserat som LAMIX), född 23 december 1997, är en svensk rappare av gambiskt härkomst. Han var tidigare även känd som LMFamous,
År 2018 släppte han sin debut-EP Ingen som hör som nådde plats 19 på Sverigetopplistan. Hans låt "Hey Baby" som är producerad av Pablo Paz har nått plats 21 på den svenska topplistan och stannat kvar där i 44 veckor.
Lamix var 2018 nominerad i kategorin Årets låt på Grammisgalan och var även nominerad i kategorin Framtidens artist på P3 Guldgalan. Han har även samarbetat med många artister, mest med rapparen Jireel.